# 芬兰市镇

2020年时芬兰市镇区划地图

市镇（芬蘭語：kunta）是芬兰地方政府的行政单位。根据2000年颁布的芬兰宪法第121条规定：“芬兰划分为市镇，其行政管理必须基于其居民的自治”。
中央政府通过“地方管理局”（芬蘭語：Aluehallintovirasto）来监管市镇的运作。维护市镇利益的机构是芬兰市镇联盟。
根据《市镇法》规定，如果一个市镇认为自己达到对城市社区所要求的条件，它可以使用“城市”的称号。在以前城市地位是由君王来授予的，城市地位在法律上曾有所不同。现今市镇和城市在法律上无任何区别。

## 市镇的任务
市镇在芬兰社会中的角色是提供服务、发展社会活力、实现本地居民的自治、及创建本地身份认同。
根据《市镇法》（1995年颁布）第二条规定，市镇执行根据居民自治的原则而认定的任务，以及法律所规定的其它任务。除了通过制订新的法律之外，不能给市镇增添新的任务或职责，或者取消市镇现有的任务或权力。市镇可以通过签订条约来执行其它除属于自治之外的公共任务。市镇可以自主执行法律规定的任务、也可以和其它市镇一起联合执行任务。市镇也可以从其他服务提供商来获取为执行这些任务所需的服务。
据财政部调查显示市镇共有535项强制性的任务（例如监管日光浴的设备）及为执行这些任务而规定的935项职责。
市镇强制性的任务包括托儿所、基础教育、健康保健、社会保障和老年人护理等。除此之外，图书及信息服务、小孩权利保障、残障人士护理、酒精毒品滥用护理及社会福利也属于市镇的任务。在市政工程上市镇必须提供防火、道路维护、人防工程和城市规划的任务。自来水、废水处理及能源供应在传统上是由市镇来提供的服务，但现今私有企业也可提供这些服务。
市镇提供的自愿性质的服务包括高中及职业教育、产业政策等。

### 户籍市镇
每个在芬兰定居的人都是某个市镇的成员，其居住的市镇为其户籍市镇。居民不能自由选择其户籍市镇，而必须根据相关规定依照其长居地来决定。

## 市鎮列表
2025年初芬兰有308个市镇，其中107个市镇使用“城市”的称号。市镇通常再划分为市区、小区或村庄。在同一市镇里可能使用不同的邮政编码。